# New Way Home
"New Way Home" är en låt av Isac Elliot från albumet Wake Up World som släpptes den 14 februari 2013. Låten innehåller tonårspop. "New Way Home" är Isac Elliots första singel och kom på förstaplats på Finlands officiella lista.